# Tramwaje w Warkali
Tramwaje w Warkali – system komunikacji tramwajowej w algierskim mieście Warkala złożony z jednej linii o długości 9,7 km i posiadającej 16 przystanków. Został uruchomiony 20 marca 2018. System obsługują 23 tramwaje typu Alstom Citadis 402.